# Granby (condado de Hampshire)
Granby es un lugar designado por el censo ubicado en el condado de Hampshire en el estado estadounidense de Massachusetts. En el Censo de 2010 tenía una población de 1.368 habitantes y una densidad poblacional de 151,82 personas por km².

## Geografía
Granby se encuentra ubicado en las coordenadas 42°16′00″N 72°31′41″O / 42.26667, -72.52806. Según la Oficina del Censo de los Estados Unidos, Granby tiene una superficie total de 9.01 km², de la cual 9 km² corresponden a tierra firme y (0.11%) 0.01 km² es agua.

## Demografía
Según el censo de 2010, había 1.368 personas residiendo en Granby. La densidad de población era de 151,82 hab./km². De los 1.368 habitantes, Granby estaba compuesto por el 95.76% blancos, el 0.51% eran afroamericanos, el 0% eran amerindios, el 1.32% eran asiáticos, el 0% eran isleños del Pacífico, el 0.73% eran de otras razas y el 1.68% pertenecían a dos o más razas. Del total de la población el 2.7% eran hispanos o latinos de cualquier raza.